# Nielé
Nielé ou Niellé é uma cidade do norte da Costa do Marfim. É uma subprefeitura e comuna do departamento de Uangolodugu, região de Tchologo, distrito de Savanas. Está a 350 metros de altitude e segundo censo de 2014, havia 19 116 residentes.

## História
De acordo com a tradição oral, um senufô chamado Cassa, assistido pelo tenente Singar (Sungaru), deixou o Império de Congue junto de pequeno exército após distúrbios ali e foi a noroeste para Nielé, onde se fixou com permissão dos "tauagas", os primeiros ocupantes do país. Com a morte de Cassa, Uocom o sucedeu e ao morrer foi sucedido por Nopé Fangã. Sob Nopé, os Tiebalas (clã ao qual pertenciam os líderes desde Cassa) expandiram seu poder através de conquistas territoriais e os tauagas, invejando isso, atacaram-os, mas foram derrotados e obrigados a dirigir-se para Fobolo ou Fologo, na circunscrição de Coroco.[a]
Ao morrer, Nopé deixou Nielé para Piequé e Uairimé.[b] Tomado da necessidade de conquista, o fama Tiebá (r. 1866–1893) do Reino de Quenedugu atacou os Tiebalas em Nielé. Na sua aproximação, os habitantes evacuaram a cidade e sob liderança de Piequé e Uairimé chegaram a Sinematiali. Tieba os perseguiu, mas foi derrotado pelos Tiebalas, a quem os guerreiros de Sinematiali se juntaram. Tiebá voltou à capital, sem saque, depois de ter demolido Nielé. Piequé, Uairimé e seu povo voltaram a Nielé, que reconstruíram parcialmente e fundaram Sordi em 1893.
Piequé adoeceu e passou o comando a Uairimé. Seus partidários se negam a obedecê-lo e com sua morte pouco depois uma guerra civil eclodiu. Um tenente chamado Fatocoma, filho de Nopé Fangam, matou um tenente do partido e Uairimé. O último fez com que o culpado fosse executado; os partidários de Piequé se amotinaram e, colocando Barguim Golo em seu comando, sitiaram Uairimé em Nielé. Vendo-se impotente para subjugá-los, enviou seu filho a Quenedugu. Foi Babemba (r. 1893–1898) que recebeu o enviado. Uma expedição sob comando de Babemba[b] foi a Nielé e derrotou os rebeldes.